# Будинок готелю «Континенталь» (Хмельницький)
Будинок готелю «Континенталь» — (місто Хмельницький, вул. Проскурівська, 56) — споруда громадської забудови початку XX століття. Пам'ятка архітектури місцевого значення.

## Історія
Побудований у 1910-12 рр. проскурівським купцем Сімхою Вассерманом, торговцем галантерейними товарами і щедрим меценатом, членом правління благодійної ради місцевого комерційного училища. По завершенні будівництва у будівлі був влаштований готель «Континенталь», який став одним із найкращих у місті — мав 3 «люксових» апартаменти, 5 номерів «першого класу», електричне освітлення і найголовніше — гаряче водопостачання в той час, коли в місті взагалі був відсутній водогін. Вассерман зумів домовитися з власником розташованого поблизу чавуноливарного заводу (нині завод «Пригма-прес») Б. Ашкіназі про організацію постачання по наземному трубопроводу води, яка нагрівалася в ливарному цеху підприємства.
Після встановлення радянської влади (листопад 1920 р.) будівля готелю була націоналізована і передана в користування радянським установам.
Нині — адміністративний будинок.

## Архітектура
Будинок — цікавий зразок пізнього модерну, що зберігся дотепер майже без змін.
Чотириповерховий, цегляний, тинькований, П-подібний у план. Вирішений у формах стилю модерн із притаманними йому геометричною пластикою форм фасаду та оригінальним стриманим декором. Загальна композиція фасаду симетрична, об'єм споруди різновисокий — два бічні ризаліти мають чотири, а міжризалітний об'єм — три поверхи. У оздобленні виокремлюються балкони з ажурними кованими ґратами, декоративні вставки на стінах кольоровим склом-смальтою, ліпними «хвилями» та колами.